# John Wynn Davidson
John Wynn Davidson (14 août 1825 - 26 juin 1881) est un brigadier général dans l'armée des États-Unis pendant la guerre de Sécession et un combattant des indiens de l'Amérique. En 1866, il reçoit les brevets de major général de volontaires et de l'armée régulière des États-Unis pour son service pendant la guerre de Sécession.

## Avant la guerre
Davidson naît dans le comté de Fairfax, en Virginie. Il est le fils de William B. Davidson, un officier d'artillerie de l'armée des États-Unis, et l'ex Elizabeth Chapman Hunter. Il est l'aîné des quatre fils ; ses frères sont Hunter, Roger et Charles. Son père meurt de maladie, en servant en Floride au cours de la deuxième guerre Séminole en 1840. Sa mère se remarie, une décennie plus tard, mais meurt peu de temps après, en 1850.
Il est diplômé de West Point en 1845. Son père est diplômé de l'académie en 1815. Peu de temps après l'obtention du diplôme, il est promu second lieutenant dans le 1st U.S. Dragoons et participe à la guerre américano-mexicaine, participant activement lors des batailles de San Pasqual et de Río San Gabriel.
Après la guerre, Davidson est promu premier lieutenant et est affecté sur la frontière de l'Ouest. Il sert comme quartier maître et adjudant  du régiment. Il mène le 1st Cavalry Regiment contre les apaches Jicarillas lors de la bataille de Cieneguilla (en) le 30 mars 1854, où il est battu sévèrement dans ce qui devait être la quatrième pire défaite subie par l'armée américaine lors des guerres indiennes de l'Ouest. En 1855 Davidson, qui a encore gagné des éloges son commandement à Cieneguilla, est promu capitaine et a le commandement du fort Tejon, en Californie, lorsque la guerre de Sécession éclate.
En 1851, il épouse Clara McGunnegle, la fille d'un marchand de Saint-Louis, dans le Missouri. Ils auront plusieurs enfants.

## Guerre de Sécession
On lui aurait offert une commission dans l'armée Confédérée, mais il refuse. Davidson est transféré à l'est et prend le commandement d'une brigade de la nouvellement formée armée du Potomac. Le 6 février 1862, le président Abraham Lincoln nomme Davidson brigadier-général des volontaires des États-Unis, avec une date de prise de rang au 3 février 1862, le même jour, le sénat américain confirme la nomination précédemment déjà présentée.
Le général Davidson prend le commandement de la troisième brigade de la deuxième division du IV corps lors de la campagne de la Péninsule. Il combat lors des batailles de Yorktown et Williamsburg. Pendant la bataille des sept jours, il reçoit des brevets de promotions dans l'armée régulière pour son service à Gaines' Mill et à Golding's Farm. Peu de temps après l'apogée des combats des sept jours, Davidson est transféré sur le théâtre du Trans-Mississippi où il est placé à la tête du district de Saint-Louis. Du 3 décembre 1862 au 26 mars 1863, il est aussi au commandement de la soi-disant armée du sud-est du Missouri jusqu'à ce qu'une grande partie de son armée soit transférée à Ulysses S. Grant pour la préparation de la campagne de Vicksburg. Il conserve le commandement du district de Saint-Louis jusqu'au 16 juin 1863, quand il commande brièvement le district du sud-est du Missouri.
Du 10 août au 3 novembre 1863 Davidson commande la première division de l'armée de l'Arkansas de Frederick Steele, lors son rôle éminent dans l'ouest. Il mène l'avance de l'Union vers le centre de l'Arkansas et gagne la bataille de Bayou Fourche, ce qui conduit directement à la chute de Little Rock tenue par les confédérés. Après l'expédition de Little Rock, Davidson commande la cavalerie dans le département du Golfe, avant de retourner au commandement de la cavalerie dans la district du sud-est du Missouri.

### Raid de Davidson
Débutant le 27 novembre 1864, Davidson reçoit l'ordre de mener un raid important de cavalerie de l'Union, fort de 4 000 hommes, à partir de Baton Rouge détenue par l'Union pour rompre le chemin de fer du Missouri et de l'Ohio, près de State Line au Mississippi. Le raid vise à détourner des ressources confédérées des opérations de John Bell Hood, près de Nashville et à menacer et harceler Mobile. En outre, le raid soutient la marche vers la mer de Sherman en obligeant les Confédérés à conserver des ressources sur le théâtre des opérations de Mobile, en Alabama. Après le départ de Baton Rouge, les forces de Davidson atteignent Greensburg, en Louisiane capturant plusieurs prisonniers confédérés, le 29 novembre 1864, puis à Tangipahoa, Loiusiane, où elles capturent un camp de conscripts confédérés et détruit le chemin de fer de la Nouvelle-Orléans, Jackson et Great Northern,.
Le 3 décembre 1864, les raiders de Davidson traversent la rivière Pearl, et entrent dans le comté de Marion, Mississippi occupant Columbia le lendemain. Pendant qu'ils sont à Colombia, la cavalerie fourragent largement dans la région. Le général Davidson ordonne alors une diversion vers Monticello, Mississippi, dirigé par le commandant Seth Remington. Après avoir été engagées dans une brève escarmouche à l'extérieur de Columbia, les forces de Davidson se dirigent vers l'est en direction d'Augusta. À l'arrivée de Davidson, la réception de certaines informations lui fait changer ses plans. Un extrait  du rapport officiel de Davidson précise :

« le lendemain de mon arrivée à Augusta, j'ai trouvé des papiers de Mobile contenant les comptes complets de notre force et notre ordre et nos progrès quotidiens et les marches ont été télégraphié à Meridian où le général R. Taylor avait son siège, et à Mobile. »

En conséquence, Davidson décide de diviser son commandement, envoyant un petit élément du 2nd New York Veteran Cavalry, du 1st Louisiana Cavalry, et un détachement du 11th New York Cavalry sous le commandement du lieutenant-colonel Asa Gurney vers le nord, par Leakesville pour détruire des lignes télégraphiques et un pont sur la ligne de Mobile et Ohio à proximité de la ligne de l'Alabama, tandis qu'il continue vers Farley Ferry.
Le 10 décembre 1864, des éléments des forces de Davidson rencontrent deux régiments de cavalerie confédérée près de Leakesville, Mississippi à McLeod's Mill. Au cours de la bataille de McLeod's Mill qui s'ensuit, un soldat de l'Union déclare que le plomb vole plus vite qu'il ne l'a jamais vu auparavant. Les confédérés ne cessent de refluer vers leur corps. Enfin, le lieutenant Albert Westinghouse, au commandement du première escadron, reçoit l'ordre de tirer le sabre et faire une charge, qui l'amène devant le moulin. Westinghouse, à l'avant-garde, éperonne son cheval et crie à ses hommes « suivez-moi », tout en faisant tournoyer son sabre au-dessus de la tête. Westinghouse est abattu à l'estomac, tout en faisant de la charge et meurt peu de temps après. Trois charges sont lancées contre les confédérés après qu'ils se sont retirés vers leur corps principal. Le détachement de l'Union réalise rapidement qu'ils font face maintenant à une force supérieure en nombre, avec l'avantage de lignes de communication intérieures, et renoncent donc à la mission. Après le retrait de l'engagement, les confédérés ne se lancent pas à leur poursuite. Lorsque le combat se termine, trois soldats du 2nd New York sont tués, y compris le premier lieutenant Albert Westinghouse de la compagnie B avec le sergent Theodore Moss et James Woods de la compagnie A. Après ce combat, deux jours plus tard, Gurney rejoint la colonne principale de Davidson. Selon les différents rapport entre quatorze ou quinze confédérés ont été tués ainsi que plusieurs faits prisonniers par la colonne qui retraite.
Pendant le reste de la guerre, Davidson occupe divers commandements administratifs dans le Mississippi. Il quitte le service des volontaires le 15 janvier 1866. 

## Après la guerre
Le 13 janvier 1866, le président Andrew Johnson propose Davidson pour la nomination au brevet de major-général de volontaires avec une date de prise de rang à compter du 13 mars 1865, et le sénat américaine confirme la nomination le 12 mars 1866. Le 10 avril 1866, le président Johnson propose Davidson pour la nomination au brevet de brigadier-général de l'armée américaine avec une date de prise de rang au 13 mars 1865, et le sénat américain confirme la nomination le 4 mai 1866. Le 17 juillet 1866, le président Johnson propose Davidson pour la nomination au brevet de major-général de l'armée américaine avec une date de prise de rang au 13 mars 1865, et le sénat américain confirme la nomination le 23 juillet 1866.
À la suite de la fin de la guerre de Sécession, Davidson est de nouveau affecté sur la frontière de l'Ouest, cette fois en tant que lieutenant-colonel du 10th Cavalry, connu comme les Buffalo Soldiers. C'est là qu'il acquiert le surnom de « Black Jack ».
En 1879, il est transféré dans le 2nd Cavalry , comme colonel, à Fort Custer dans le territoire du Montana. Davidson décède à St. Paul, dans le Minnesota, en 1881, après avoir été grièvement blessé lors d'une chute de cheval au cours d'une tournée d'inspection. D'abord enterré dans le cimetière de Bellefontaine de Saint Louis, son corps est exhumé en 1911 pour être ré-inhumé dans le cimetière National d'Arlington. Sa veuve meurt en 1914 et est inhumée à ses côtés.